# Малес Веноста
Ма̀лес Вено̀ста (на италиански: Malles Venosta; на немски: Mals, Малс) е градче и община в Северна Италия, автономна провинция Южен Тирол, автономен регион Трентино-Южен Тирол. Разположено е на 1051 m надморска височина. Населението на общината е 5128 души (към 2010 г.).

## Език
Официални общински езици са и италианският и немският. Най-голямата част от населението говори немски. В общината се говори и други романски език, ладинският.
| %     | Роден език      |
| 3,00  | Италиански език |
| 96,92 | Немски език     |
| 0,08  | Ладински език   |